# Tony Goldwyn
Pour les articles homonymes, voir Goldwyn.
 (mars 2019).
Si vous disposez d'ouvrages ou d'articles de référence ou si vous connaissez des sites web de qualité traitant du thème abordé ici, merci de compléter l'article en donnant les références utiles à sa vérifiabilité et en les liant à la section « Notes et références ».
Tony Goldwyn, est un acteur, producteur et réalisateur américain né le 20 mai 1960 à Los Angeles.
En 1990, il incarne Carl Bruner dans le film Ghost. En 1999, il prête sa voix au personnage de Tarzan dans le film du même nom produit par Walt Disney Pictures. De 2012 à 2018, il a joué le président des États-Unis d'Amérique, Fitzgerald Thomas Grant III dans la série Scandal.

## Biographie
Tony Goldwyn est né le 20 mai 1960 à Los Angeles, Californie.
Il est le fils de l'actrice Jennifer Howard et du producteur Samuel Goldwyn, Jr.
Ses grands parents paternels sont l'actrice Frances Howard (en) et le producteur d'origine polonaise Samuel Goldwyn (né Gelbfisz) et ceux du côté maternel sont le scénariste Sidney Howard et l'actrice Clare Eames.
Il a trois frères et deux sœurs, John, Peter, Francis, Liz, et Catherine Howard Goldwyn.
Il a étudié à l'université de Hamilton (Clinton, New York), à l'Université de Brandeis (Waltham, Massachusetts) (où il a obtenu son Baccalauréat en Beaux-Arts), puis à la London Academy of Music and dramatic Art.

### Vie privée
Il est marié depuis 1987 à la chef-décoratrice Jane Musky. Ensemble, ils ont eu deux filles, Anna et Tess.

## Carrière
En 1990, il incarne Carl Bruner dans le film fantastique, Ghost réalisé par Jerry Zucker, avec dans les rôles principaux Patrick Swayze, Demi Moore, Whoopi Goldberg et Tony. Le film a été un important succès au box office, totalisant 505,7 millions de dollars de recettes pour un budget de production de 22 millions, devenant ainsi le plus grand succès cinématographique de l'année 1990. Pour ce rôle, il est nommé en 1991 lors de la 17e cérémonie des Saturn Awards pour le meilleur Second rôle masculin.
En 1995, il incarne Harold Nixon, le frère de Richard Nixon, 37e président des États-Unis dans le film d'Oliver Stone. Le film raconte l'histoire personnelle et politique de l'ancien président Richard Nixon, interprété par Anthony Hopkins. Le film est nommé en 1996 lors de la 2e cérémonie des Screen Actors Guild Awards pour la meilleure distribution.
En 1999, il prête sa voix au personnage de Tarzan dans le 59e long-métrage d'animation des studios Disney, Tarzan de Kevin Lima et Chris Buck.
Outre sa carrière cinématographique, Goldwyn est apparu dans différentes pièces de théâtre, notamment à Broadway (au Circle in the Square Theatre). En 2006, il participe à la comédie musicale de Broadway, Promises, Promises, aux côtés de Sean Hayes et Kristin Chenoweth.
À partir de 2012, il incarne l'un des personnages principaux avec Kerry Washington, Darby Stanchfield, Jeff Perry et Scott Foley dans la série télévisée Scandal. Il y joue le rôle de Fitzgerald Grant, président des États-Unis. Produite par Shonda Rhimes, créatrice de Grey's Anatomy, la série est un succès commercial et devient la série dramatique la plus populaire sur les réseaux sociaux. Le succès de la série attire aussi l'attention sur des questions raciales à la télévision, Kerry Washington étant la première actrice afro-américaine à tenir le rôle principal dans une série américaine depuis 1974,,,. En mai 2017, il est annoncé que la septième saison de Scandal serait la dernière, une décision prise par la créatrice Shonda Rhimes et non la chaîne de diffusion américaine.
En 2014, il fait partie du casting de Divergente, blockbuster signé Neil Burger. Il y joue Andrew Prior, le père de l’héroïne jouée par la jeune star Shailene Woodley et de son frère joué par Ansel Elgort. Le succès du film l'amènera à reprendre son rôle pour la suite Divergente 2 : L'Insurrection, réalisée par Robert Schwentke, sortie en 2015.
En 2019, il incarne l'un des personnages principaux avec Uma Thurman dans la série télévisée d'horreur et de science-fiction Chambers, mise en ligne le 26 avril 2019 sur Netflix,. Le 18 juin 2019, la série est annulée avec un total de dix épisodes.
En 2023, il incarne Gordon Gray dans Oppenheimer de Christopher Nolan.
Le 2 février 2024, on apprend qu'il jouera le nouveau procureur dans la vingt-troisième saison de New York, police judiciaire, en remplacement de Sam Waterston qui quitte la série après 30 ans.

### Activisme
Tony Goldwyn est un porte-parole de la fondation AmeriCares. Il est également un fervent partisan d'Hillary Clinton qu'il soutient activement durant la campagne présidentielle américaine de 2016. Tony soutient également le Projet Innocence, organisation « qui œuvre à démontrer l'innocence de personnes condamnées par erreur » par la justice américaine.

## Filmographie

### Cinéma

#### Longs métrages
- 1986 : Vendredi 13, chapitre VI : Jason le mort-vivant (Friday the 13th Part VI: Jason Lives) de Tom McLoughlin : Darren
- 1987 : Gaby (Gaby: A True Story) de Luis Mandoki : David
- 1990 : Ghost de Jerry Zucker : Carl Bruner
- 1992 : Kuffs de Bruce A. Evans : Ted Bukovsky
- 1992 : Traces de sang (Traces of Red) d'Andy Wolk : Steve Frayn
- 1993 : L'Affaire Pélican (The Pelican Brief) d'Alan J. Pakula : Fletcher Coal, chef d'équipe de la Maison Blanche
- 1994 : The Last Tattoo de John Reid : Capitaine Michael Starwood
- 1995 : Nixon d'Oliver Stone : Harold Nixon
- 1995 : Pocahontas, la légende (Pocahontas: The Legend) de Danièle J. Suissa : Sir Edwin Wingfield
- 1995 : The Last Word de Tony Spiridakis : Stan
- 1995 : Reckless de Norman René : Tom
- 1996 : Revers de fortune (The Substance of Fire) de Daniel J. Sullivan : Aaron Geldhart
- 1997 : Le Collectionneur (Kiss the Girls) de Gary Fleder : Dr William « Will » Rudolph
- 1997 : Trouble on the Corner d'Alan Madison : Jeff Stewart
- 1998 : La Conscience tranquille (The Lesser Evil) de David Mackay : Frank
- 1999 : Tarzan de Kevin Lima et Chris Buck : Tarzan (voix)
- 2000 : À l'aube du sixième jour (The 6th Day) de Roger Spottiswoode : Michael Drucker
- 2000 : Un amour infini (Bounce) de Don Roos : Greg Janello
- 2001 : American Rhapsody (An American Rhapsody) d'Éva Gárdos : Peter Sandor
- 2002 : Abandon de Stephen Gaghan : Dr David Schaffer
- 2002 : Joshua de Jon Purdy : Joshua
- 2003 : Ash Tuesday de Jim Hershleder : Elliott
- 2003 : Le Dernier Samouraï (The Last Samurai) d'Edward Zwick : Colonel Bagley
- 2005 : The Sisters d'Arthur Allan Seidelman : Vincent Antonelli
- 2005 : Romance and Cigarettes de John Turturro : Louis
- 2005 : American Gun d'Aric Avelino : Frank
- 2005 : Ghosts Never Sleep de Steve Freedman : Jared Dolan
- 2005 : The Godfather of Green Bay de Pete Schwaba : Big Jake Norquist
- 2009 : La Dernière Maison sur la gauche (The Last House on the Left) de Denis Iliadis : John Collingwood
- 2011 : Le Flingueur (The Mechanic) de Simon West : Dean Sanderson
- 2014 : Divergente (Divergent) de Neil Burger : Andrew Prior
- 2015 : Divergente 2 : L'Insurrection (The Divergent Series: Insurgent) de Robert Schwentke : Andrew Prior
- 2016 : The Belko Experiment de Greg McLean : Barry Norris
- 2017 : The Secret Man: Mark Felt (Mark Felt: The Man Who Brought Down the White House) de Peter Landesman : Edward S. Miller
- 2017 : Happy Birthday de Susan Walter : Adam
- 2021 : La Méthode Williams (King Richard) de Reinaldo Marcus Green : Paul Cohen
- 2023 : Mayday (Plane) de Jean-François Richet : Scarsdale
- 2023 : Murder Mystery 2 de Jeremy Garelick : Mr Silverfox
- 2023 : Oppenheimer de Christopher Nolan : Gordon Gray

#### Courts métrages
- 1997 : The Song of the Lark d'Hiroyuki Nakano : Fred Ottenburg
- 2008 : Save It de Nikos Spiridakis : Le père
- 2021 : But i'm here too de Tess Goldwyn et lui-même : Lui

### Télévision

#### Séries télévisées
- 1987 : Hôpital St Elsewhere (St Elsewhere) : Henry
- 1987 : Matlock : Dr Mark Campion
- 1987 : CBS Summer Playhouse : Paul
- 1987 : Femmes d'affaires et dames de cœur (Designing Women) : Kendall
- 1988 : La Loi de Los Angeles (L.A. Law) : Chris Arnett
- 1988 : Rick Hunter (Hunter) : Byron
- 1988 : Murphy Brown : Bobby Powell
- 1988 : Favorite Son (en) : Tim
- 1991 : Les Contes de la crypte (Tales from the Crypt) : Dr Carl Fairbanks épisode 4 saison 3 "abracadavra"
- 1995 : Les Tourments du destin (A Woman of Independent Means) : Robert Steed
- 1998 : De la terre à la lune (From the Earth to the Moon) : Neil Armstrong
- 2001 : Frasier : Roger
- 2004 : FBI : Portés disparus (Without a Trace) : Greg Knowles
- 2005 : The L Word : Burr Connor
- 2006 : Dexter : Dr Emmett Meridian
- 2007 - 2008 : New York, section criminelle (Law and Order: Criminal Intent) : Frank Goren
- 2010 : The Good Wife : Juge Baxter
- 2011 : Drop Dead Diva : Alan Roberts saison 3 épisode 6 Un monde de possibilités
- 2012 : The Unknown : Bill Watson
- 2012 - 2018 : Scandal : Fitzgerald Thomas Grant III, le président des États-Unis
- 2019 : Chambers : Ben Lefevre
- 2020 : Lovecraft Country : Samuel Braithwhite
- 2021 : The Hot Zone : Bruce Irvins
- depuis 2024 : New York, police judiciaire : Nicholas Baxter
- 2025 : New York, unité spéciale : procureur Nicholas Baxter (saison 26, épisode 12)

#### Téléfilms
- 1989 : Dark Holiday de Lou Antonio : Ken Horton
- 1991 : L'Amérique en otage (Iran : Days of Crisis) de Kevin Connor : Jody Powell
- 1993 : Cops (Taking the Heat) de Tom Mankiewicz : Michael
- 1993 : Love Matters d'Eb Lottimer : Geoffrey
- 1994 : Doomsday Gun (en) de Robert Young : Donald Duvall
- 1995 : Truman de Frank Pierson : Clark Clifford
- 1996 : The Boys Next Door (en) de John Erman : Jack Palmer
- 2001 : The Song of the Lark de Karen Arthur : Fred Ottenburg
- 2014 : Warren Jeffs : Le Gourou polygame (Outlaw Prophet: Warren Jeffs) de Gabriel Range : Warren Jeffs[20]

### Réalisateur
- 1999 : Le Choix d'une vie (A Walk on the Moon)
- 2001 : Attraction animale (Someone Like You...)
- 2004 : FBI : Portés disparus (Without a Trace) (1 épisode)
- 2004 - 2005 : The L Word (3 épisodes)
- 2005 - 2006 : Grey's Anatomy (2 épisodes)
- 2006 : Last Kiss (The Last Kiss)
- 2006 : New York, police judiciaire (Law and Order) (1 épisode)
- 2006 - 2007 : Dexter (4 épisodes)
- 2007 : Kidnapped (1 épisode)
- 2007 : Six Degrees (1 épisode)
- 2007 : Private Practice (1 épisode)
- 2007 : Dirty Sexy Money (1 épisode)
- 2010 : Conviction
- 2010 : Damages (1 épisode)
- 2010 - 2012 : Justified (3 épisodes)
- 2011 : Hawthorne : Infirmière en chef (Hawthorne)
- 2013 - 2018 : Scandal (9 épisodes)
- 2014 : The Divide (2 épisodes)
- 2019 : Chambers (1 épisode)
- 2021 : But i'm here too (co-réalisateur)
- 2023 : Ezra

### Producteur
- 1999 : Le Choix d'une vie (A Walk on the Moon)
- 2010 : Conviction
- 2014 : The Divide (3 épisodes)
- 2023 : Ezra

## Théâtre
- 2012 : La Mélodie du bonheur : Capitaine von Trapp
- 2018 : Network (en) : Max Schumacher[21]
- 2020 : The Inheritance (en) : Henry Wilcox[22]

## Distinctions

### Récompenses
- 2010 : Festival du film de Philadelphie pour Conviction
- 2013 : TV Guide Awards : Série préférée pour Scandal

### Nominations
- 1991 : 17e cérémonie des Saturn Awards : Meilleur Second rôle masculin pour Ghost
- 1996 : 2e cérémonie des Screen Actors Guild Awards : Meilleure distribution pour Nixon
- 2014 : Prism Award : Meilleure performance dans un épisode de série dramatique pour Scandal

## Voix francophones
En version française, Tony Goldwyn est doublé par plusieurs comédiens jusqu'au début des années 2010. Ainsi, il est doublé à deux reprises chacun par Jean-Pierre Michaël dans Le Collectionneur et Le Flingueur, Xavier Béja dans New York, section criminelle et The Good Wife ainsi que par Emmanuel Jacomy dans Ghost, Tarzan et Drop Dead Diva. À titre exceptionnel, il est doublé par Nicolas Marié dans Les Contes de la crypte, Éric Legrand dans L'Affaire Pélican, Thierry Mercier dans De la Terre à la Lune, Bernard Lanneau dans Le Dernier Samouraï et Éric Aubrahn dans La Dernière Maison sur la gauche.
Depuis la série Scandal, Philippe Valmont est la voix régulière de Tony Goldwyn qu'il double dans Warren Jeffs : Le Gourou polygame, The Belko Experiment, The Secret Man: Mark Felt ou encore La Méthode Williams. Parallèlement, l'acteur est doublé par Lionel Tua dans Divergente et Stéphane Roux dans Mayday. Le doublant une première fois dans FBI : Portés disparus, Jérôme Keen le retrouve dans Oppenheimer.